# Rubus sweginzowianus
Rubus sweginzowianus är en rosväxtart som beskrevs av Sivers och Wilhelm Olbers Focke. Rubus sweginzowianus ingår i släktet rubusar, och familjen rosväxter. Inga underarter finns listade i Catalogue of Life.